# یواس‌اس پگاسوس (پی‌اچ‌ام-۱)
یواس‌اس پگاسوس (پی‌اچ‌ام-۱) (به انگلیسی: USS Pegasus (PHM-1)) یک کشتی بود که طول آن ۱۳۳ فوت (۴۱ متر) بود. این کشتی در سال ۱۹۷۴ ساخته شد.